# Bischofroda
Bischofroda település Németországban, azon belül Türingiában. Lakosainak száma 613 fő (2023. december 31.).

## Népesség
A település népességének változása:
| Lakosok száma | 645  | 655  | 640  | 640  | 613  |
|               | 2017 | 2019 | 2021 | 2022 | 2023 |